# Державний реєстр музеїв Польщі
Державний реєстр музеїв Польщі (пол. Państwowy Rejestr Muzeów) — публічний реєстр вибраних музеїв у Польщі, що укладається Міністерством культури та національної спадщини, відповідно до Закону про музеї від 1996 р.. Реєстр запроваджено для музеїв, колекції яких мають особливу важливість для культурної спадщини i дотримуються високих критеріїв у своїй основній діяльності. Музей, внесений до цього реєстру одержує реєстраційний номер і має право додавати до свої назви: «зареєстрований музей». Реєстр запроваджено з 1998 року.
Міністр культури та національної спадщини скликає засідання делегатів зареєстрованих музеїв; з'їзд обирає з числа делегатів 11 членів до складу Ради у справах музеїв, яка складається з 21 члена; каденція Ради у справах музеїв становить 3 роки.
Музеї, виконуючи засади, викладені у Законі, повинні реалізовувати визначені цілі, наприклад, каталогізувати і науково опрацьовувати зібрані експонати, зберігати їх в умовах, що забезпечують їх безпеку, захищати і консервувати збори, організувати виставки, організувати й очолювати дослідження і наукові експедиції. Важливою також є переконаність керівних органів в тому, що музейні експонати це — скарб не тільки для жителів конкретного населеного пункту чи регіону, а й для всієї країни.

## Список зареєстрованих музеїв
1. Королівський замок у Варшаві
2. Національний музей у Кракові
3. Палац у Козлівці
4. Величка (соляна копальня)
5. Музей історії Польського народного руху
6. Музей полювання і верхової їзди
7. Музей незалежності у Варшаві
8. Музей польської зброї
9. Любуський краєзнавчий музей у Зеленій Гурі
10. Державний археологічний музей (Варшава)
11. Ряшівський краєзнавчий музей
12. Національний музей (Варшава)
13. Національний музей етнографії у Варшаві
14. Державний музей у Майданеку
15. Національний музей Гросс-Розен у Погожниці
16. Королівський замок на Вавелі
17. Музей «Замок у Мальборку»
18. Палац Лазєнковський
19. Замок у Пщині
20. Археологічний музей у Свідниці
21. Етнографічний музей в Зеленій Гурі
22. Любуський військовий музей
23. Музей Центральної Померанії у Слупську
24. Центральний музей військовополонених у Ламбіновичах-Ополі
25. Державний музей Аушвіц-Біркенау
26. Музей витоків Польської держави
27. Замок у Шамотулах
28. Музей Куявсько-Добжинь у Влоцлавку
29. Палац-музей короля Яна III у Віланові
30. Штуттхоф музей у Штутові
31. Національний музей сільського господарства і харчової промисловості у Шреняві
32. Залізничний музей у Варшаві
33. Музей спорту і туризму у Варшаві
34. Регіональний музей у Торуні
35. Музей Південного Підлісся у Білій Подляській
36. Крконошський музей в Зеленій Гурі
37. Надвіслянський музей в Казімєжу Дольним
38. Регіональний музей Калішської землі у Каліші
39. Холмський музей у Холмі
40. Замок у Межирічі (Польща)
41. Любуський музей ім. Яна Декерта у Гожуві Великопольськім
42. Музей шляхти Мазовецької у Ціханові
43. Музей сільського господарства у Ціхановцу
44. Археологічний і етнографічний музей у Лодзі
45. Музей історії промисловості в Опатовку
46. Краєзнавчий музей ім. Станіслава Стажиця у Пілі
47. Археологічний музей у Познані
48. Замок-музей у Ланьцуті
49. Люблінський музей у Любліні
50. Сілезький музей в Ополе
51. Музей сілезького села в Ополе
52. Музей Азії і Океанії у Варшаві
53. Лодзький художній музей
54. Музей перших П'ястів на Лєдниці
55. Музей у Грудзьондзі
56. Музей келецького села у Кельцях
57. Національний морський музей у Гданську
58. Музей Війська Польського у Варшаві
59. Музей народних музичних інструментів у Шудловці
60. Музей у Ловичі
61. Регіональний музей у Сандомирі
62. Національний музей у Кельцях
63. Літературний музей ім. Адама Міцкевича
64. Музей Західного Мазовша у Жирардові
65. Кашубський музей ім. Францішека Тредера у Картузах
66. Музей Варшави
67. Музей Любельського села у Любліні
68. Історико-археологічний музей в Островцу Святокризькому
69. Музей Клодської землі у Клодзьку
70. Приватний музей моторизації і техніки в Отребушах
71. Кашубський етнографічний парк у Вджижах Кічевських
72. Регіональний музей у Тарнові
73. Музей у Валбжиху
74. Підляський музей у Білостоці
75. Підкарпатський музей у Кросні
76. Національний музей у Гданську
77. Музей Велюнської Землі у Велюні
78. Музей ім. Софії і Вацлава Нальковичів
79. Мазовецький музей у Плоцьку
80. Національний музей у Познані
81. Музей Варшавського повстання
82. Етнографічний музей ім. Марії Знамеровської-Прюферової у Торуні
83. Регіональний музей в Стальовей Волі
84. Історичний музей Міста Кракова
85. Музей народної архітектури у Сяноку
86. Катовіцький сілезький музей
87. Музей Землі Пуцькой ім. Флоріана Цейнови
88. Музей кашубсько-поморської літератури і музики у Вейгерові
89. Музей Вармії і Мазур в Ольштині
90. Краківський археологічний музей
91. Музей польської авіації у Кракові
92. Краєзнавчий музей у Новому Сончі
93. Татранський музей імені Тита Халубінського у Закопане
94. Етнографічний музей ім. Северина Удзелі у Кракові
95. Музей-замок в Опорові
96. Національний музей Перемищини
97. Історико-археологічний музей у Глодові
98. Краєзнавчий музей у Лешні
99. Музей народної архітектури в Ольштинку
100. Музей у Кошаліні
101. Краєзнавчий музей ім. Леона Вичольського у Бидгощі
102. Музей Миколи Коперніка у Фромборку
103. Музей народної культури у Колбишовей
104. Надвіслянський етнографічний парк
105. Щецинський національний музей
106. Оравський етнографічний парк у Зубриці Горней
107. Історико-етнографічний музей ім. Юліана Риджського у Хойніцах
108. Музей Другої світової війни у Гданську
109. Північно-Мазовецький музей у Ломжі
110. Музей Ягелонського університету
111. Західно-Кашубський музей у Бутові
112. Музей народної культури у Вегоржові
113. Національний музей у Вроцлаві
114. Замойський музей у Замості
115. Музей паперового виробництва у Дужніках
116. Центральний музей ткацтва у Лодзі
117. Музей архітектури у Вроцлаві
118. Манггха (Краків)
119. Музей мазовецького села у Серпці
120. Музей історії фотографії ім. Валерія Ревуцького в Кракові
121. Краєзнавчий музей у Сувалках
122. Гданський міський історичний музей
123. Музей романтизму в Опіногурі